# Gyula Andrássy
El conde Gyula Andrássy de Csíkszentkirály et Krasznahorka, también conocido en español como Julio Andrássy (Kassa, 1823 – Volosca, 1890) fue un noble y político húngaro de la época del Imperio austrohúngaro.

## Biografía
Representó a Zemplén en la Dieta o Parlamento de Presburgo (1847-1848) y, durante el año de la revolución, defendió la causa de la independencia húngara. Fue expatriado a Francia y Reino Unido. Acogido a la amnistía de 1857, regresó a Hungría y defendió la política autonómica húngara dentro del Imperio austríaco. A raíz del compromiso de 1867 fue primer ministro y ministro de defensa, y a partir de 1871, ministro de relaciones exteriores del Imperio austrohúngaro, concertando el tratado de 1879 con el Imperio alemán.
Se rumoreó infundadamente que el conde Andrássy era el amante de la emperatriz Sissi de Austria-Hungría y que la hija de esta, María Valeria, no era de Francisco José, sino del conde, pero se acallaron los rumores al ver el gran parecido de esta con el emperador.
Una de las vías urbanas más importantes de Budapest, la Avenida Andrássy, está dedicada a su figura. En el cine fue interpretado por Walther Reyer en las películas Sissi Emperatriz y El destino de Sissi. 

### Matrimonio e hijos
Estuvo casado con la condesa Katinka Kendeffy con la que tuvo cuatro hijos.
- Tivadar Andrássy (1857-1905): Político, primer esposo de la Condesa Eleonóra Zichy de Zich et Vásonkeő (1867-1945).
- Ilona Andrássy (1858-1952): Esposa del Conde Lajos Batthyány de Németújvár.
- Manó Andrássy (?)
- Gyula Andrássy el joven (1860-1929): Político, segundo esposo de la viuda de su hermano mayor.

## Títulos y Distinciones
01/07/1875. Concedido título y Grandeza de España por Alfonso XII, al Conde Julio Andrassy de Csik-Szent-Király, Ministro de Austria-Hungría.